# Martini von Griengarten und Neuhof

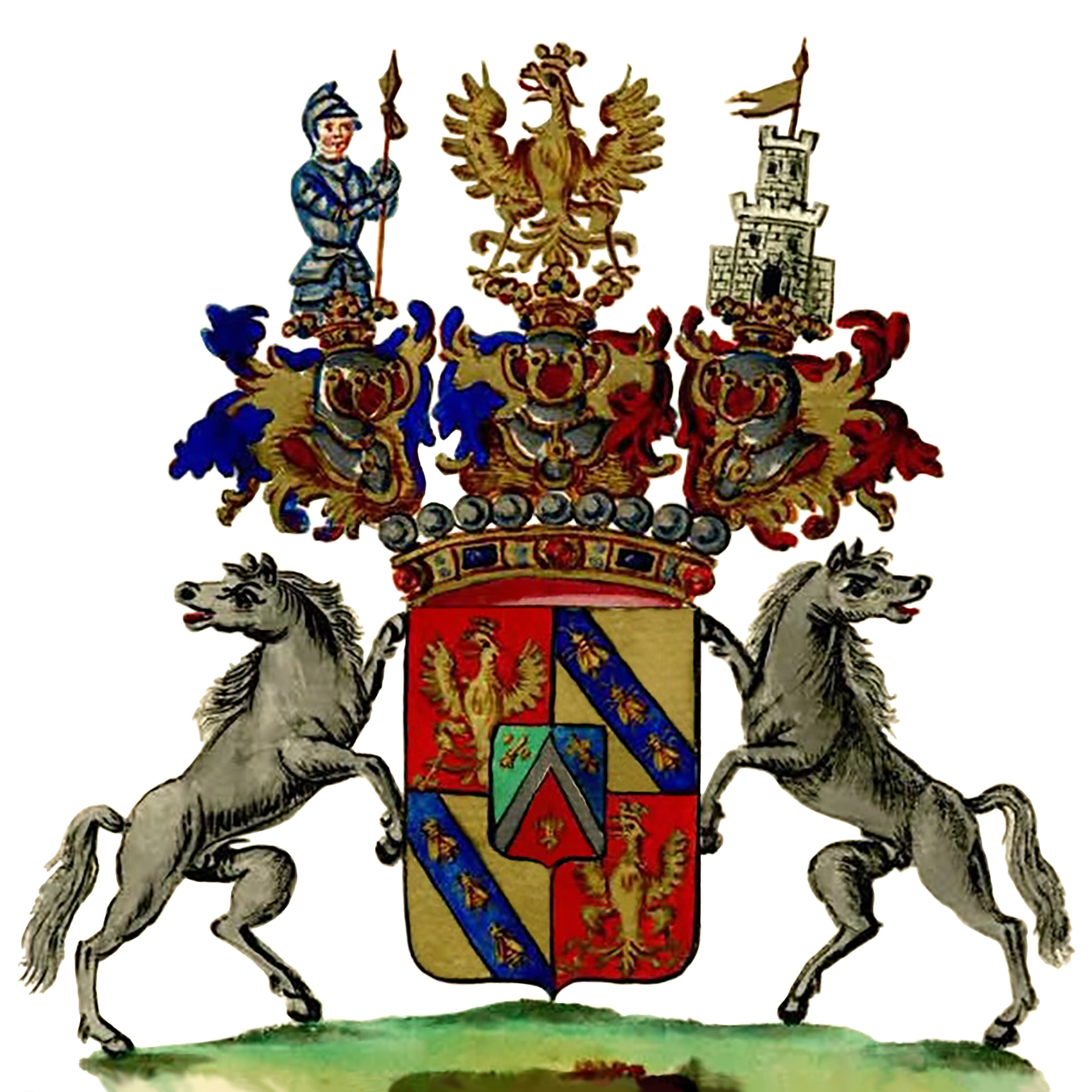
Wappen der Grafen Martini von Griengarten und Neuhof (1835) im Österreichischen Staatsarchiv

Martini von Griengarten und Neuhof ist der Name eines alten Adelsgeschlechts aus dem Hochstift Trient, das in den österreichischen und Reichsgrafenstand erhoben wurde. Die Familie ist zu unterscheiden von den österreichischen Freiherren von Martini, zu denen weder eine Stamm- noch Wappenverwandtschaft besteht.

## Geschichte
Das Geschlecht stammte ursprünglich aus der Lombardei. Am 13. Juni 1559 verlieh Kaiser Ferdinand I. in Augsburg den Kaplan seiner Söhne Peter Martini und dessen Brüder Christian, Melchior, Johann, Christoph, Valentin und Niklas Martini einen Wappenbrief. Am 10. November 1566 erteilte der Tiroler Landesfürst Erzherzog Ferdinand seinem Kaplan, Almosenier und Zeremonienmeister Balthasar Martini und dessen Vettern Johann Maria und Niklas Martini den Ritterstand. Am 5. Februar 1746 bestätigte der Fürstbischof von Trient, Dominik Anton Graf von Thun, Karl Jakob und seinem Sohn, den Statthalter von Riva, Leopold Martini den alten Adel. Der bayerische Kurfürst Karl Theodor erhob in seiner Eigenschaft als Reichsvikar am 24. September 1790 Karl Matini mit dem Prädikat „von Griengarten und Neuhof“ in den Reichsgrafenstand. Am 31. August 1792 erfolgte die Bestätigung von Seiten des Fürstbischofs von Trient, Peter Vigil Graf von Thun. Kaiser Franz I. bestätigte am 8. Oktober 1835 in Wien den Brüdern Leopold, Joseph, Johann und Karl Martini von Griengarten und Neuhof den Grafenstand.
Karl Graf Martini von Griengarten und Neuhof (* 26. März 1804; † 2. April 1878) bekleidete das Amt des Bürgermeisters von Riva. Dessen Sohn Girolamo Martini von Griengarten und Neuhof (* 3. September 1841; † 6. Dezember 1913) war Ehrenritter des Malteserordens mit Wohnsitz in Rom. 1914 tagte der Großgrundbesitzer Karl Martini von Griengarten und Neuhof als Abgeordneter am Tiroler Landtag. Der Bürgermeister von Mezzocorona Johann Maria Conte Martini di Ortesino e Cortenuova (* 5. Juni 1873), nahm am 21. Januar 1935 in Trient eine Prädikatsänderung vor. Dessen Schwester Josephine (* 5. Juni 1879) fungierte als Stiftsdame am Adeligen Damenstift in Innsbruck.

## Palazzo Martini

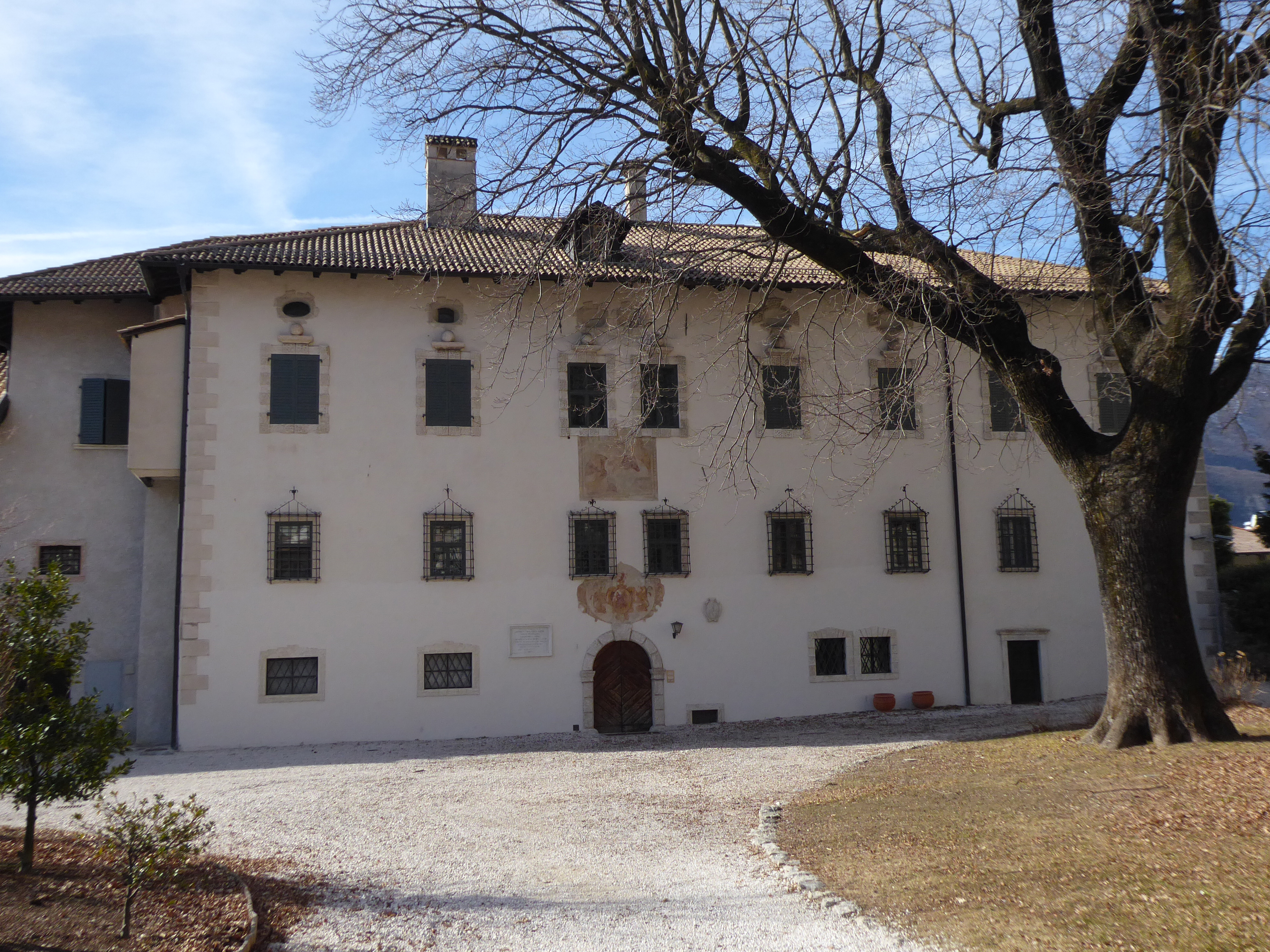
Palazzo Martini

Der Palazzo Martini in Mezzocorona war zunächst im Besitz der Vescovi Freiherren von Ulzbach. Durch die Ehe von Theresia Vescovi 1714 mit Karl Martini von Calliano ging das Anwesen in den Eigentum der Martini über und blieb es in den folgenden Jahrhunderten. Erst 2003 wurde der Palazzo Martini von der gräflichen Familie an die Sparkasse Mezzocorona veräußert. Der Palazzo wird seither nur für besondere Anlässe genutzt.

## Wappen
Blasonierung des Grafenwappens von 1835: Geviert mit Herzschild, dieser durch einen silbernen Sparren bis zum oberen Schildrand in drei Felder geteilt, rechts oben in Grün, links oben in Blau und unten in Rot jeweils eine goldene Lilie. Felder 1 und 4 in Rot ein goldener gekrönter Adler, Felder 2 und 3 in Gold ein blauer Schrägrechtsbalken, belegt mit drei goldenen Bienen hintereinander. Auf dem Schild eine Grafenkrone, darauf drei gekrönte Helme: I. mit blau-goldenen Helmdecken ein geharnischter Mann mit Lanze wachsend; II. mit rechts blau-goldenen und links rot-goldenen Decken der goldene gekrönte Adler; III. mit rot-goldenen Decken ein silberner Burgturm, darauf eine goldene Lanze mit goldenem Fähnchen. Als Schildhalter zwei widersehende silberne Pferde.

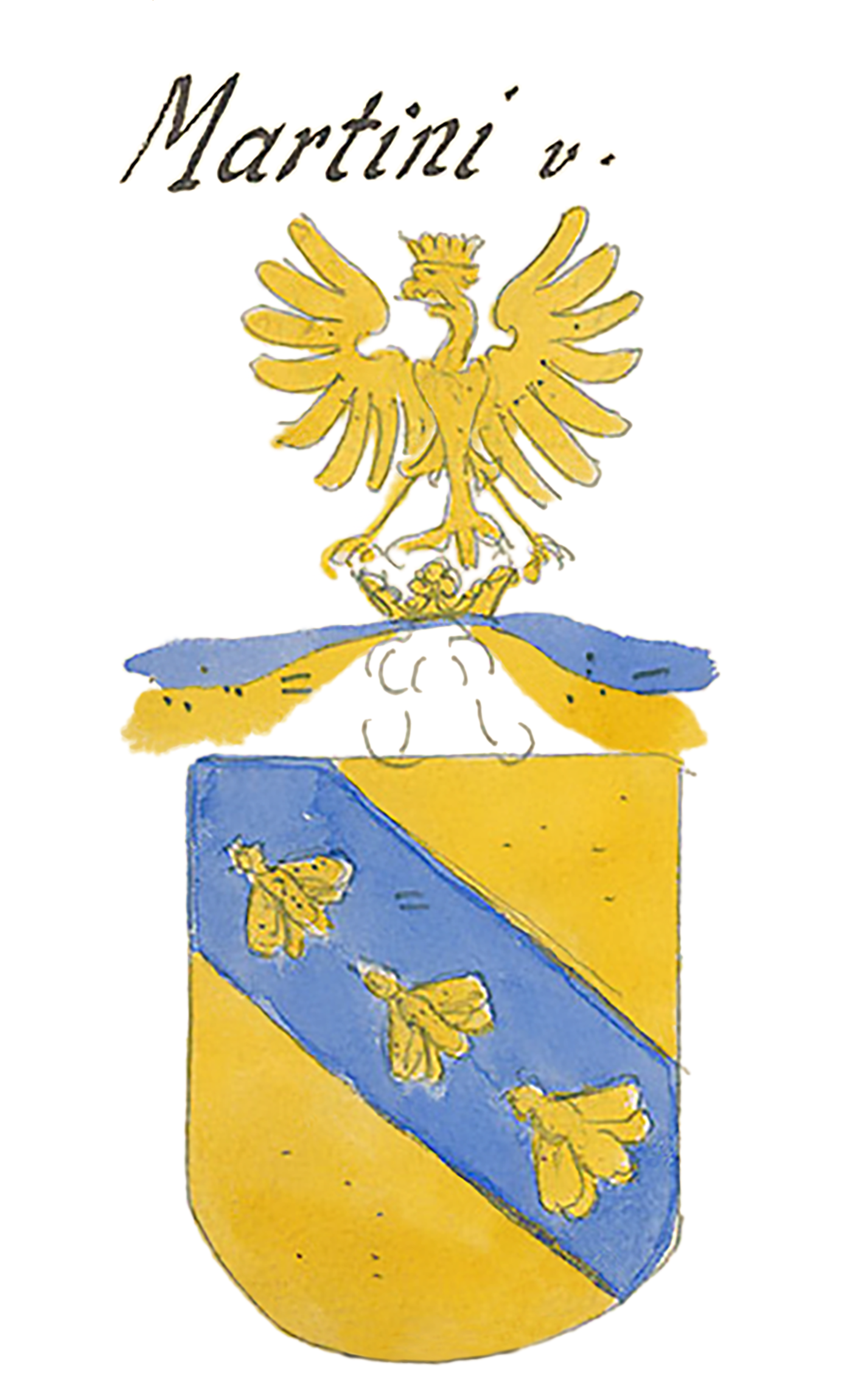
Stammwappen der Martini im Tiroler Landesmuseum, Wappensammlung
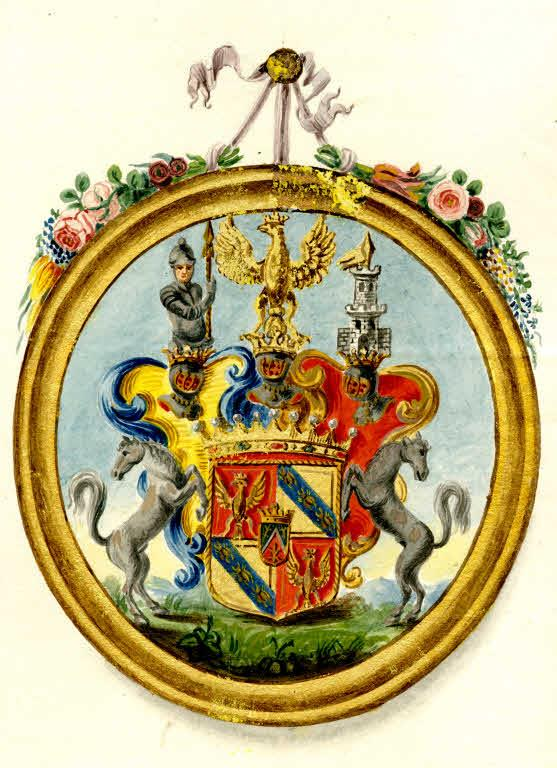
Wappen der Grafen Martini von Griengarten und Neuhof im Österreichischen Staatsarchiv
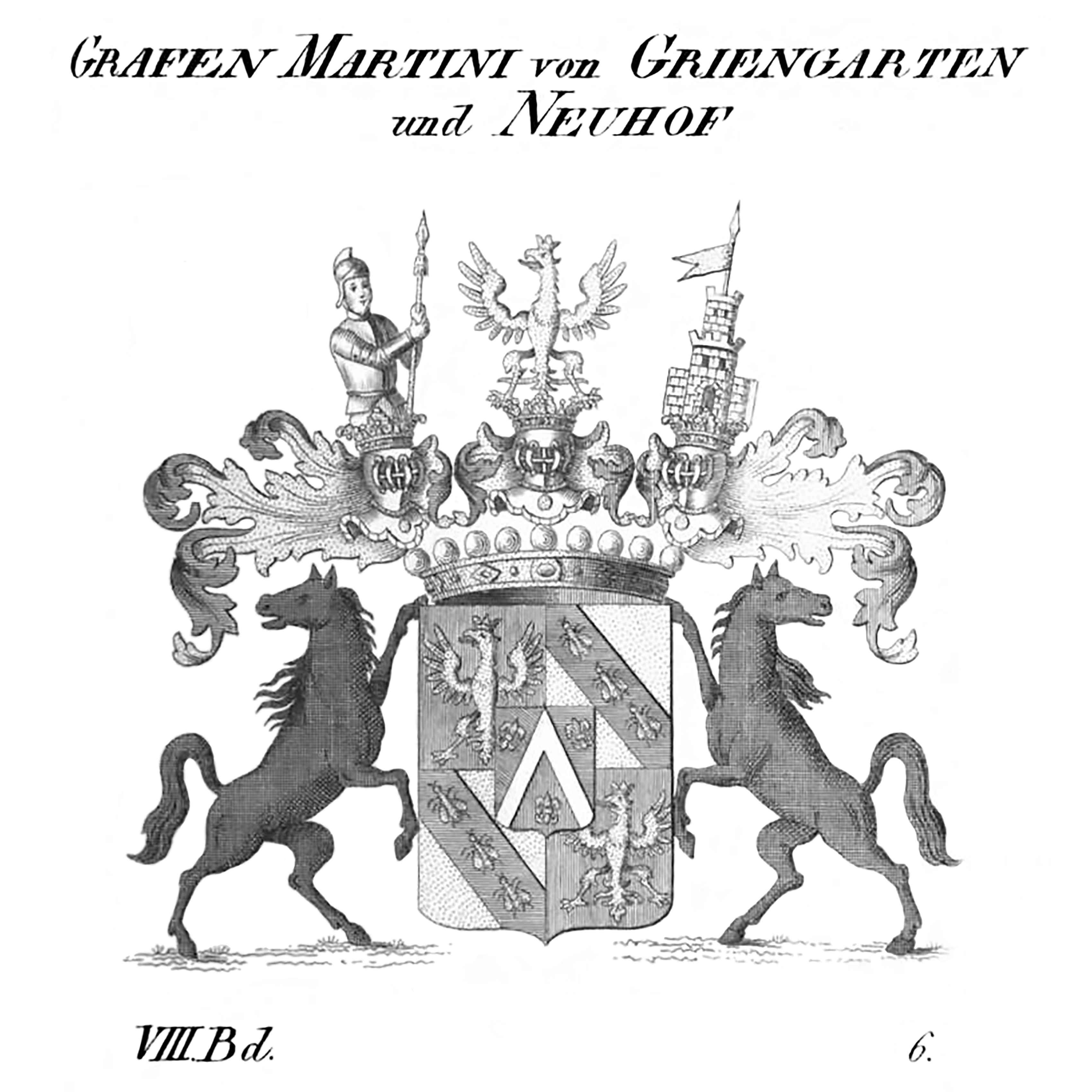
Wappen der Grafen Martini von Griengarten und Neuhof bei Tyroff